# 上海广播电视台东方影视频道
上海广播电视台东方影视频道，简称东方影视，是上海广播电视台旗下的电影、电视剧专业频道，由原电视剧频道（前身为上海有线一台、上海有线影视频道）和东方电影频道合并而成。

## 历史

### 电视剧频道
上海广播电视台电视剧频道的前身为上海有线电视台旗下的上海有线一台。2001年7月1日，该频道并入上海电视台，更名为有线影视频道。2002年更名为电视剧频道。
2011年8月12日，该频道于“530剧场”时段开播上海话版《爱情公寓1》，是该频道开播以来首次播出沪语剧集，然而该剧仅播出5集（每天播出1集）突然停播，频道负责人表示因“收视率不达标”而停播。2013年9月5日，该频道再在傍晚和晚间时段开设沪语剧场时段，首批播出剧集包括《断奶》、《婆婆来了》、《保姆》和《月嫂》，惟该安排之后被取消。

### 东方电影频道
东方电影频道是上海的一个地方性电影频道，2003年12月28日正式开播。该频道由上海电影集团公司（上影集团）全资拥有并运营，不属于上海广播电视台（但节目播控在上海广播电视台，与CCTV-6和央视间，以及湖南电影频道和湖南广播电视台间同理）。该频道全天24小时播出，主要播出电影，亦会播出电视剧、动画片；自制节目则是《东方电影报道》，主要报道最新的电影新闻。

### 两频道合并
2020年1月，东方电影频道与上海广播电视台电视剧频道合并，合并后的东方影视频道将由上海广播电视台和上影集团共同拥有，使用原电视剧频道的频谱资源播出，而原东方电影频道则停止播出，当晚东方电影频道最后播出的节目为上影厂电影《紧急迫降》。频道在电视上使用的台标为白玉兰台标加“东方影视”四字。

## 节目
合并后的东方影视频道日播出量为20小时，全天共设五线剧集时段和两线电影时段。剧集播出方面，内容题材涵盖当代都市、怀旧情感、谍战动作、年代传奇、古装玄幻、青春偶像等六大类。
频道的播出时段包括：
- 主妇剧场（清晨剧集时段，两集连播）
- 动作剧场（周间下午剧集时段，七集连播）
- 假日剧场（周末下午剧集时段，七集连播）
- 黄金剧场（晚间剧集时段，周日至周四六集连播，周五至周六四集连播，翌日上午安排重播）
- 经典剧场（深夜剧集时段，两集连播）
- 黄金影院（周五至周六晚间电影时段）
- 午间影院（周末午间电影时段，播出经典译制片）

另外，该频道亦会播出外包家装设计节目《超级装》（周瑾主持）。